# Homoneura quadrata
Homoneura quadrata är en tvåvingeart som beskrevs av Kim 1994. Homoneura quadrata ingår i släktet Homoneura och familjen lövflugor. Inga underarter finns listade i Catalogue of Life.